# Antonia av Balzo
Antonia av Balzo, född 1355, död 1374, var en siciliansk drottning; gift 1372 med kung Fredrik III av Sicilien. Hon var dotter till adelsmannen Francesco del Balzo, hertig av Andria och greve av Avellino och Montescaglioso, och Margareta av Taranto. Hon avled barnlös. 